# Dr Gunni
Dr Gunni est un musicien islandais né le 7 octobre 1965 à Kópavogur. En 1993 il fonde le groupe Unun.